# Bad Ronald (roman)
Bad Ronald - Ronald cel rău este un roman horror din 1973 scris de Jack Vance și publicat prima dată de Ballantine Books. A fost adaptat într-un film  thriller realizat pentru televiziune cu același nume în 1974, precum și într-o producție franceză (Méchant garçon) în 1992.
Romanul Bad Ronald a primit Prix Mystère de la critique în 1980 (pentru cel mai bun roman străin, nu în limba franceză).

## Rezumat
Ronald Wilby, un băiat de 17 ani cu părinții divorțați, locuiește împreună cu mama sa. Trăind primele sale îndemnuri sexuale, încearcă să violeze o fată (Lauren) pe care o ucide și o îngroapă sumar. După ce și-a uitat jacheta la locul crimei, el își mărturisește fapta mamei sale, care decide să o ascundă în casa sa. Apoi ea declară poliției că fiul ei a dispărut. Ronald trăiește în șopronul său, ieșind noaptea în restul casei. Când mama lui moare de stop cardiac, se găsește singur, parazit și voyeur invizibil, ascuns în inima casei, iar un cuplu și cele trei fiice ale acestora se mută în casă...

## Primire
A primit Prix Mystère de la critique în 1980 pentru cel mai bun roman străin (nu în limba franceză).

## Ecranizări
- 1992 -  Méchant Garçon, film francez cinematografic regizat de Charles Gassot, cu Joachim Lombard și Catherine Hiegel
- 1974 - Bad Ronald, film TV american regizat de Buzz Kulik, cu Scott Jacoby și Pippa Scott